# 密江乡
密江乡，是中华人民共和国吉林省延边朝鲜族自治州珲春市下辖的一个乡镇级行政单位。2021年11月18日，调整管辖范围。调整后，密江乡西起图们市凉水镇、东至哈达门乡河山村，北起汪清县十里坪乡，南至英安镇荒山村，辖原密江乡的密江、解放、下洼子、中岗子、三安、东新以及原英安镇的大荒沟共7个村。

## 行政区划
密江乡下辖以下地区：
密江村、解放村、下洼子村、中岗子村、三安村和东新村。